# Піжил (річка)
Піжи́л (Пужма; рос. Пижил, Пужма) — річка в Удмуртії (Сюмсинський та Вавозький райони), Росія, права притока Вали.
Довжина річки становить 36 км. Бере початок за 1 км на південний схід від присілку Гуртлуд на Тиловайській височини, впадає до Вали неподалік присілка Гуляєво. Напрямок річки в основному на південь або південний захід. Середня та нижня течії заболочені. В нижній течії через річку збудовано залізничний міст. Притоки дрібні та короткі.
Над річкою розташоване присілок Ляліно.